# Gatton
Gatton is een plaats in de Australische deelstaat Queensland en telt 6000 inwoners (2006).